# Before the Dinosaurs
Before the Dinosaurs är det andra studioalbumet från den danska sångerskan Aura Dione som gavs ut 4 november 2011. Albumet innehåller 12 låtar. Tre singlar släpptes från albumet. En extra låt med titeln "Deja Voodoo" släpptes på Itunes-versionen av albumet som finns för digital nedladdning.

## Låtlista
1. Geronimo (Jost & Damien Radio Mix) – 3:17
2. Reconnect – 3:56
3. Friends – 3:43 (med Rock Mafia)
4. In Love with the World – 3:27
5. What It's Like – 3:22
6. Into the World – 3:42
7. Masterpiece – 3:56
8. Where the Wild Roses Grow – 3:11
9. America – 3:46
10. Recipe – 3:43
11. Superhuman – 3:51
12. Before the Dinosaurs – 4:09
13. Deja Voodoo – 4:48 (Itunes bonusspår)

## Listplaceringar
| Lista (2011-2012) | Topplacering |
| ----------------- | ------------ |
| Danmark           | 10           |
| Schweiz           | 36           |
| Tyskland          | 14           |
| Österrike         | 30           |

## Singlar
- 2011 "Geronimo" (#1 i Danmark, #1 i Tyskland, #1 i Österrike, #7 i Schweiz, #95 i Frankrike)[2]
- 2012 "Friends" (#2 i Bulgarien, #3 i Österrike, #4 i Tyskland, #6 i Danmark, #10 i Schweiz)[3]
- 2012 "In Love with the World" (#5 i Danmark)[4]